# Gmina Górzyca
Gmina Górzyca je vesnická gmina v okrese Słubice v Lubušském vojvodství v západním Polsku u polsko-německé státní hranice a v historickém regionu Lubušsko. Sídlem gminy je vesnice Górzyca. Nachází se na území čtyř geomorfologických celků Lubuski Przełom Odry, Pojezierze Łagowskie, Kotlina Gorzowska a Kotlina Freienwaldzka. Západní hranici gminy tvoří veletok Odra a na jejím opačném (levém) břehu leží německé lázeňské městečko Reitwein. Gmina zaujímá plochu 145,55 km².

## Administrativní členění
Sołectwa (starostovské vesnice):
- Czarnów
- Górzyca pod kterou pratří také Owczary
- Laski Lubuskie
- Pamięcin
- Radówek
- Stańsk
- Żabice

## Historie
V letech 1975–1998 byla gmina součástí již zaniklého vojvodství Województwo Gorzowskie.

## Doprava
Hlavní silniční tahy jsou Droga krajowa nr 31 a Droga krajowa nr 22. Železniční doprava je provozována trati Linia kolejowa nr 273. Řeka Odra je využívána k lodní dopravě.

## Příroda
Chráněné lokality:
- Owczary I – chráněné území.
- Owczary II – chráněné území.
- Laski II – chráněné území.
- Laski III – chráněné území.
- Park Krajobrazowy Ujście Warty (Krajinný park Ústí Warty)
- Rezerwat przyrody Pamięcin - přírodní rezervace.

## Galerie

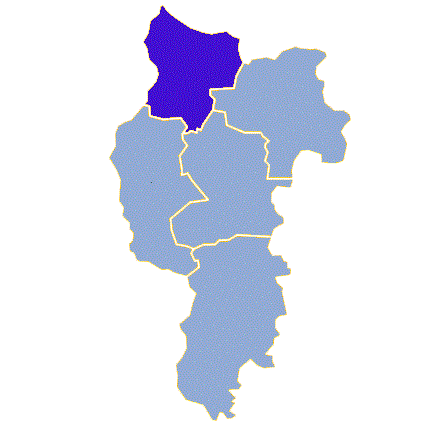
Poloha gminy v okrese Słubice
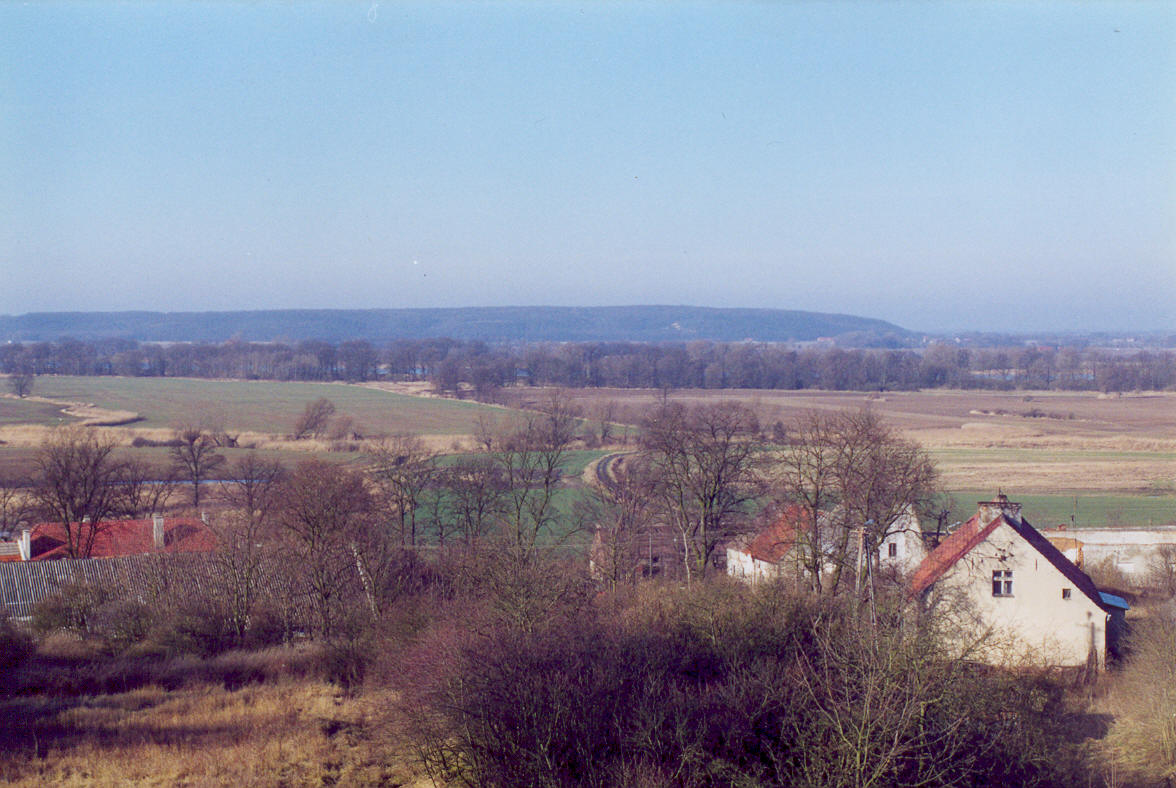
Owczary
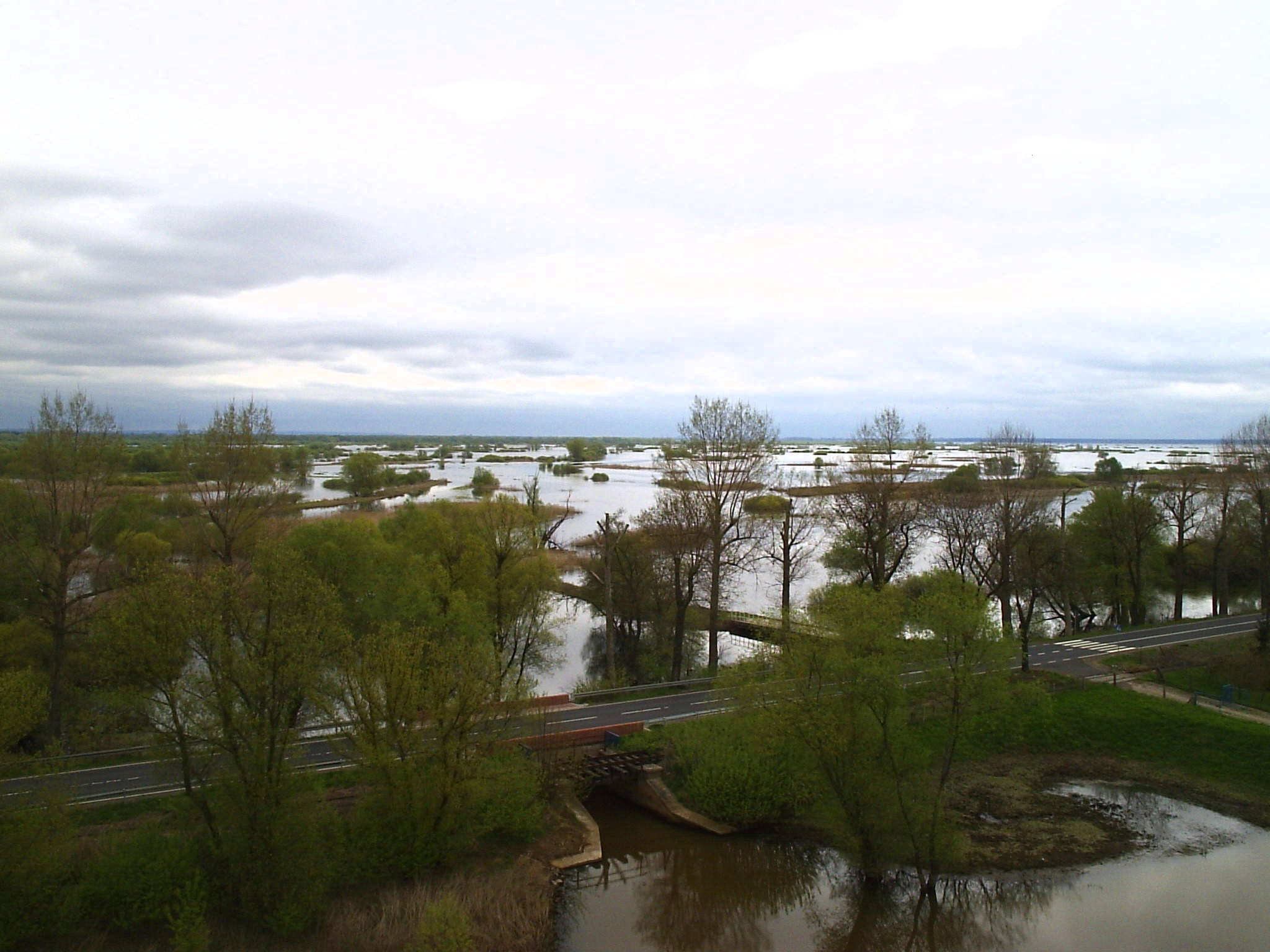
Park Krajobrazowy Ujście Warty (Krajinný park Ústí Warty)
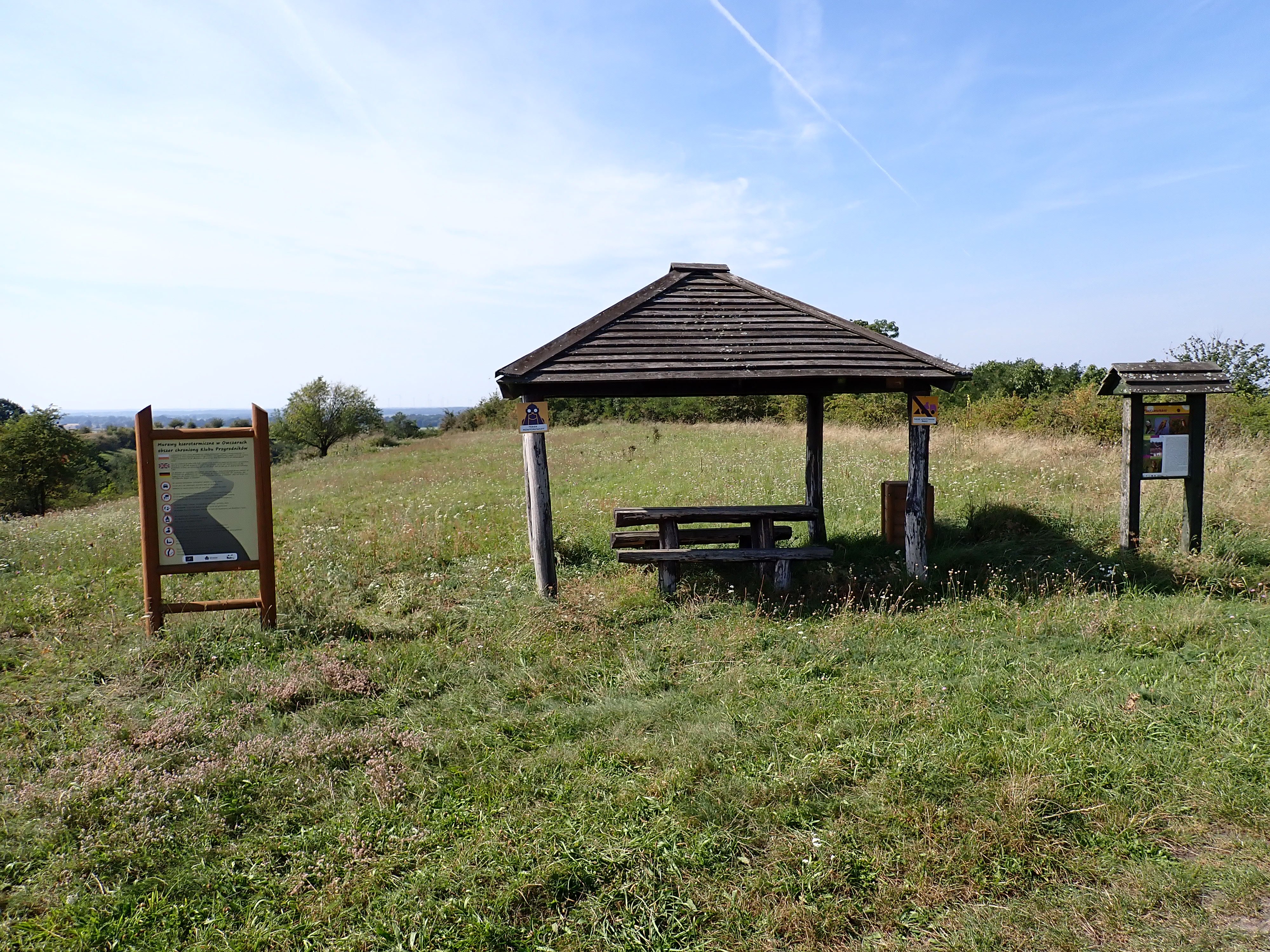
Owczary
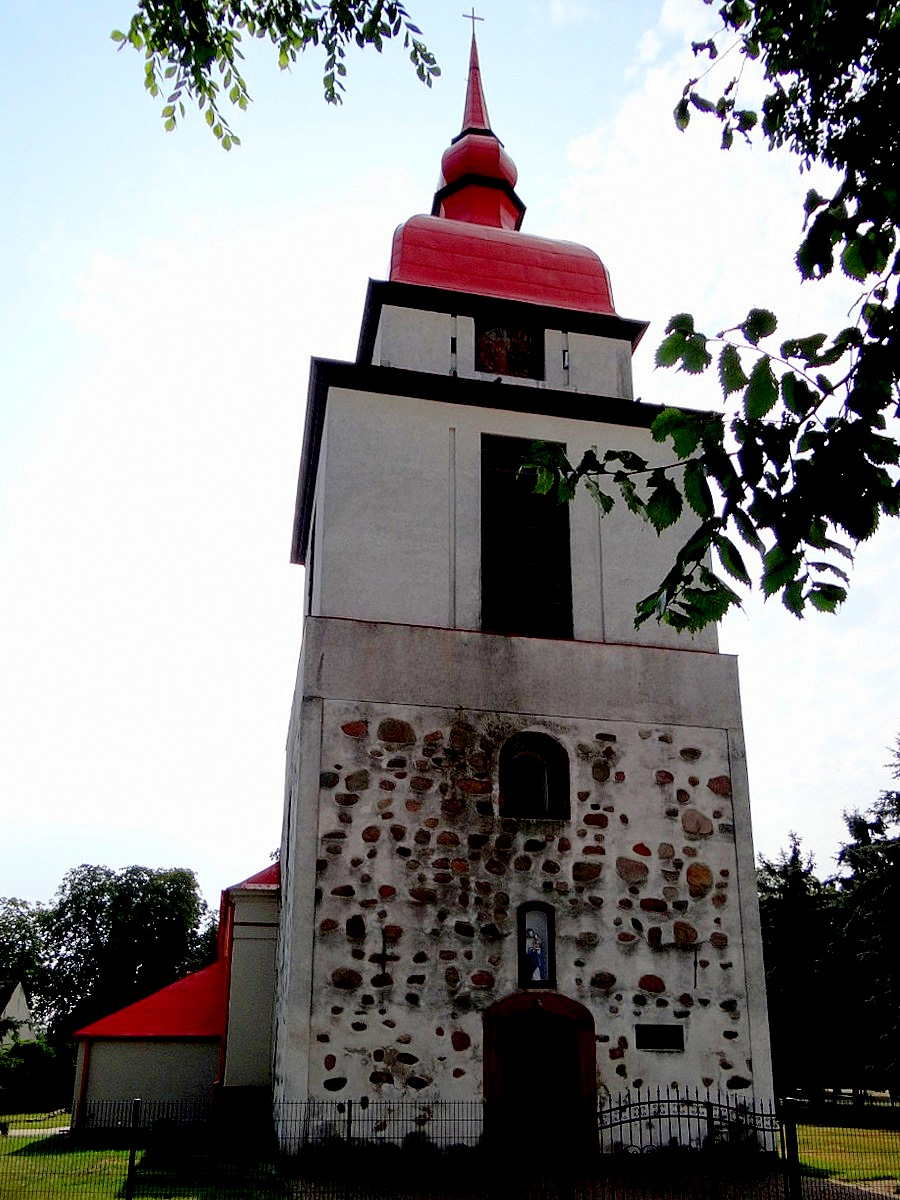
Czarnów
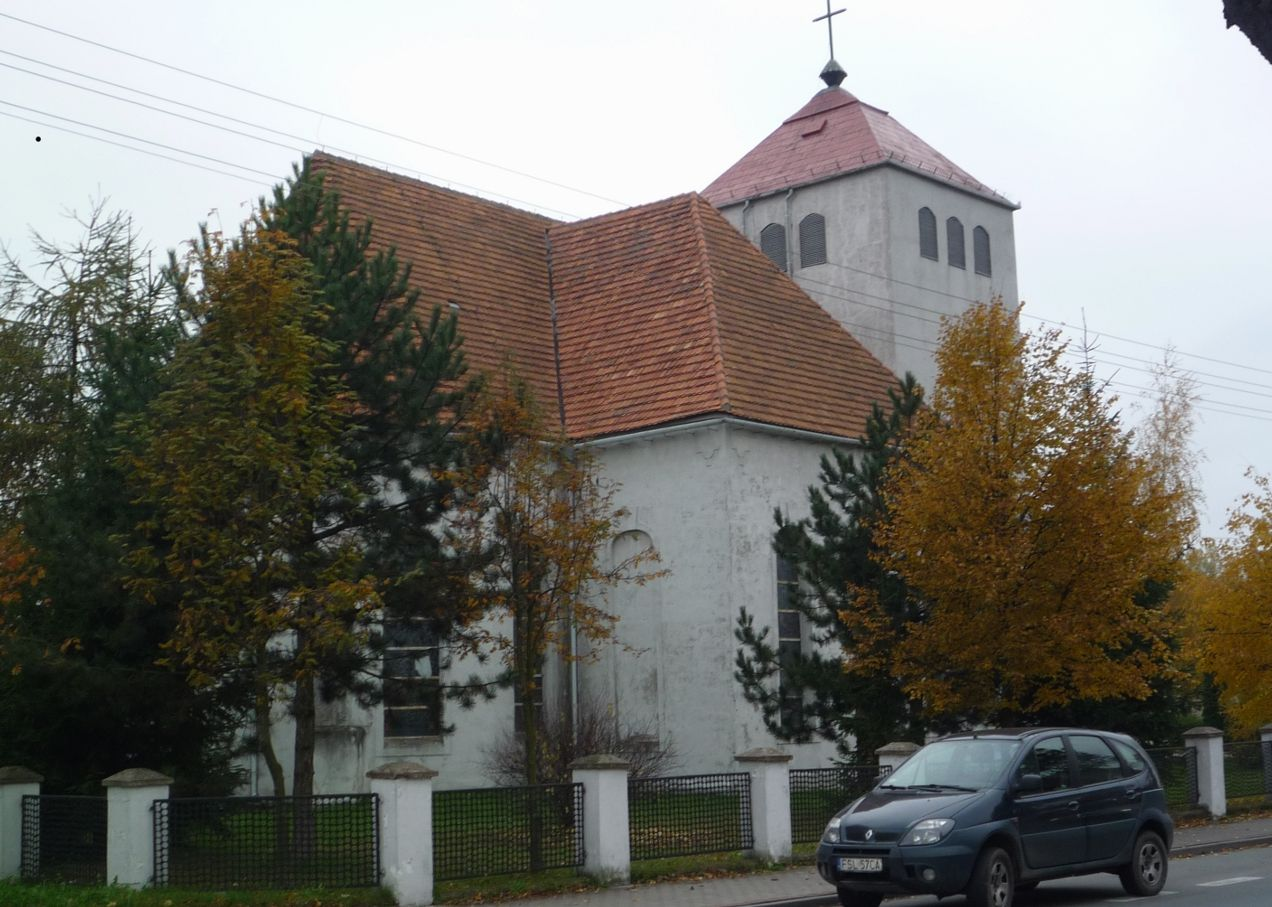
Górzyca
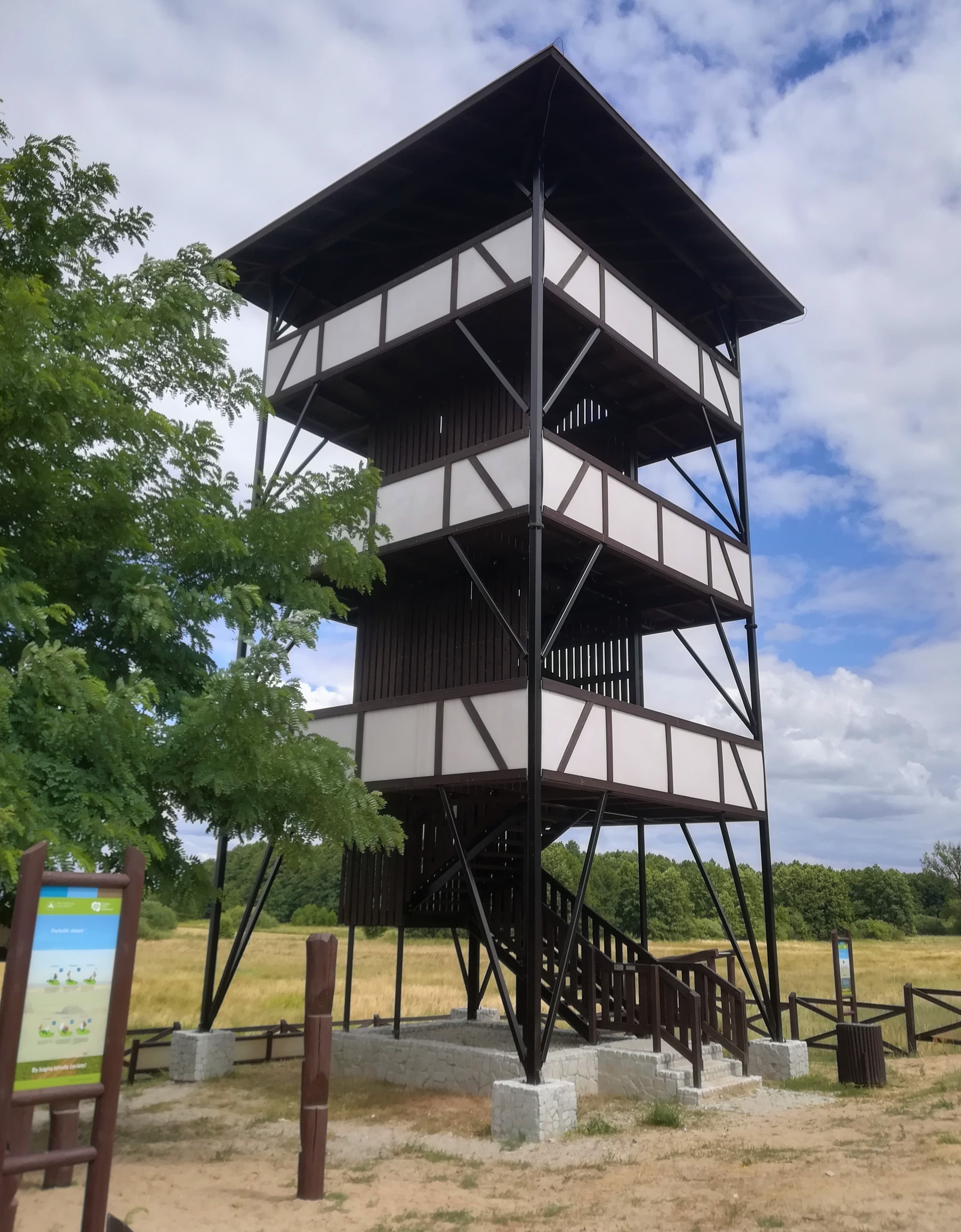
Rozhledna Wieża Widokowa przy Czarnowskiej Górce
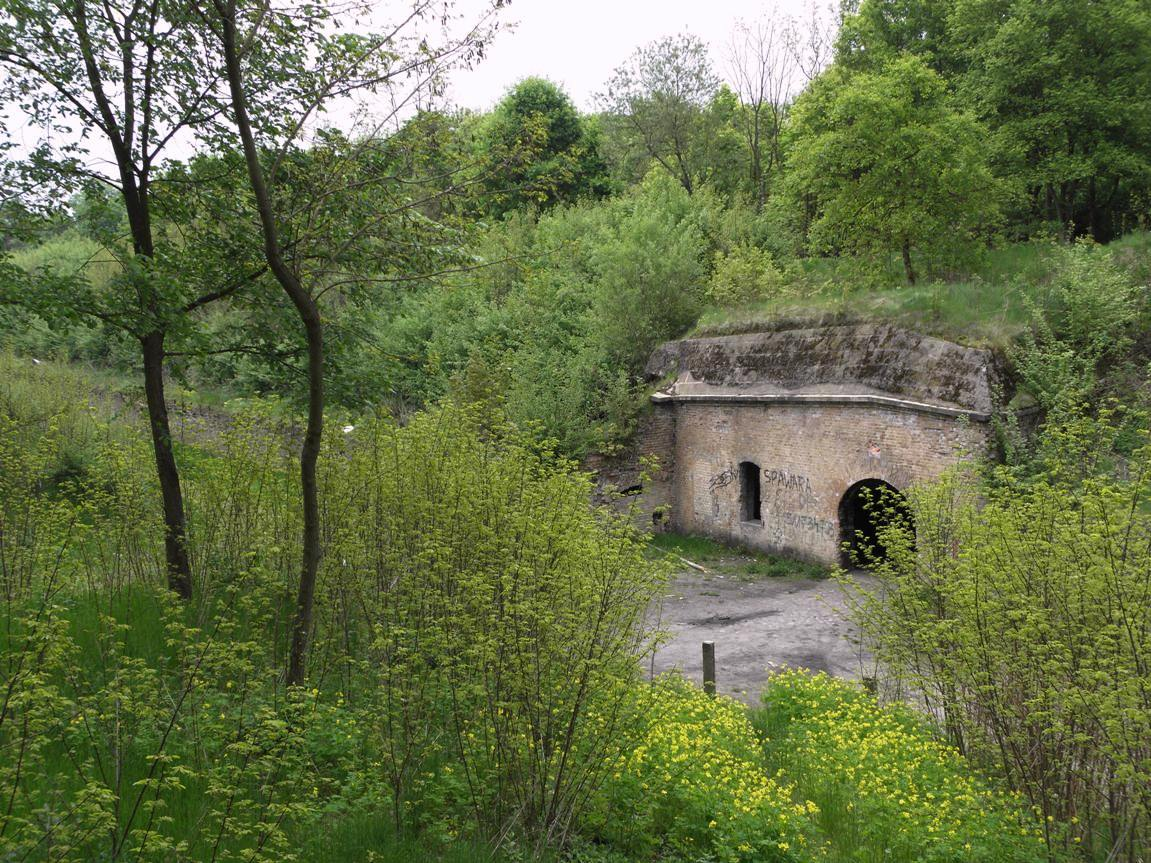
Fort Żabice